# Сезулфе
Сезулфе (порт. Sezulfe)  —  район (фрегезия) в Португалии,  входит в округ Браганса. Является составной частью муниципалитета  Маседу-де-Кавалейруш. По старому административному делению входил в провинцию Траз-уж-Монтиш и Алту-Дору. Входит в экономико-статистический  субрегион Алту-Траз-уш-Монтеш, который входит в Северный регион. Население составляет 184 человека на 2001 год. Занимает площадь 15,20 км².